# Mozdev.org
mozdev.org是一个为Mozilla社区提供自由软件项目托管及软件开发工具的网站。许多Firefox、Thunderbird和SeaMonkey扩展以及独立的Mozilla应用程序托管在此网站。在此网站建立项目是免费的，但所有开发使用开放源代码促进会（OSI）批准的许可证。目前有超过250个开发项目在Mozdev上活跃。